# Ada Christen

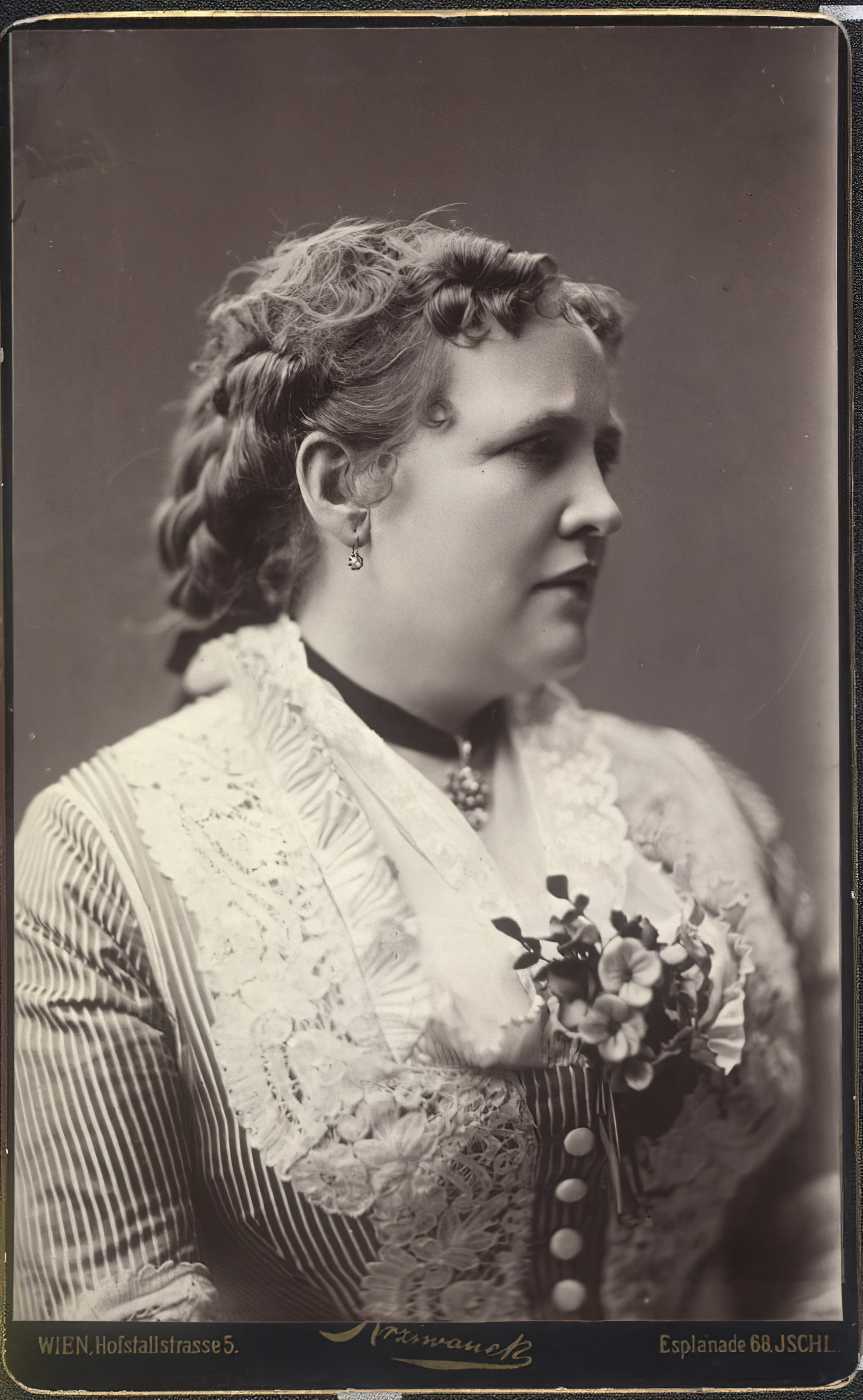
Ada Christen

Christiane Rosalía Frideriks, de casada von Breden, más conocida sin embargo por su pseudónimo Ada Christen (Viena, 6 de marzo de 1839 – íd. 23 de mayo de 1901), fue una poetisa y escritora austriaca del Naturalismo.

## Biografía
Su padre murió cuando ella era muy joven dejando a su familia en la miseria, por lo que tuvo que empezar a trabajar vendiendo flores. A los quince años debutó como actriz en una compañía de teatro alemán que hacía giras por Hungría, y por esa época publicó su primera obra, una farsa con canciones. Tras la muerte de su primer marido, S. von Neupaur, con quien se había casado en 1864 y del que tuvo un hijo, se casó con un capitán de caballería retirado, Adalmar von Breden, en 1873, y empezó seriamente a escribir y a publicar en las gacetas sobre temática romántica (más bien erótica) y social. 
Fue una excelente observadora de las costumbres vienesas en el marco del decadente imperio austrohúngaro de fin de siglo en sus novelas Ella (1869) y Jungfer Mutter (1892). De esta última se hizo con éxito la adaptación dramática Wiener Leut en 1893. Su pieza en tres actos Faustina (1871), sin embargo, no llegó a triunfar, aunque la escritora insistió con dos comedias más: Hypnotisiert (1898) y Fräulein Pascha (1899). Lo que más cultivó fue una poesía inspirada por la experiencia de la pobreza y la simpatía con lo oscuro e inarticulado, con títulos como Lieder einer Verlorenen (1868), Aus der Asche (1870), Schatten (1872), y Aus der Tiefe (1878).

## Obras
- Aus der Asche. Neue Gedichte, Hamburgo: Hoffmann & Campe 1870
- Faustina. Drama cinco actos, Viena: Jacob Dirnböck, 1871
- Lieder einer Verlorenen, Hamburgo: Hoffmann & Campe, 1873
- Vom Wege. Skizzen, Hamburgo: Hoffmann & Campe, 1874
- Aus dem Leben. Skizzen, Leipzig: Ernst Julius Günther, 1876
- Aus der Tiefe. Neue Gedichte von Ada Christen, Hamburgo: Hoffmann & Campe, 1878
- Unsere Nachbarn. Neue Skizzen von Ada Christen, Dresde: Minden, 1884
- Jungfer Mutter. Eine Wiener Vorstadtgeschichte, Dresde: Heinrich Minden, 1893
- Ausgewählte Werke, Viena, 1911
- Geschichten aus dem Haus "zur blauen Gans", Viena, 1929